# Scarpata di Balcones

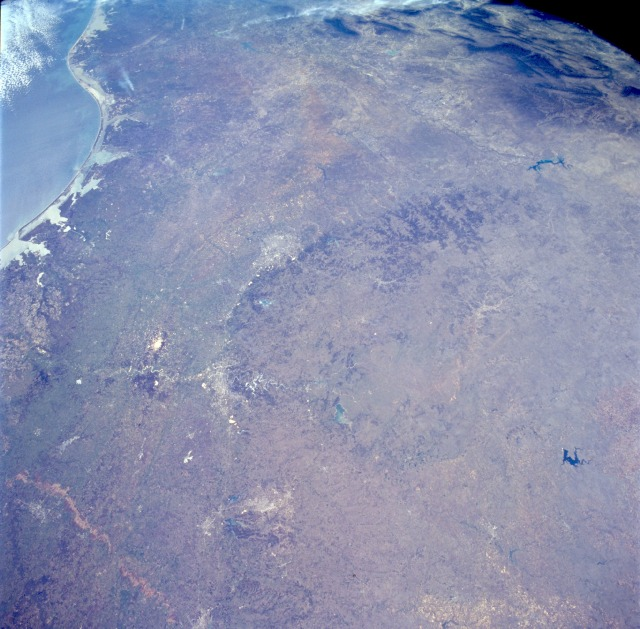
La Scarpata di Balcones. Foto: NASA.

La scarpata di Balcones (in inglese: Balcones Fault Zone), è una zona di faglia del Texas che si estende dalle regioni sud-occidentali dello Stato, vicino a Del Rio, fino al nord della regione centrale, vicino a Waco, approssimativamente correndo lungo la Interstate 35.